# ایستگاه راه‌آهن گارسدیل
ایستگاه راه‌آهن گارسدیل (انگلیسی: Garsdale railway station) یک ایستگاه راه‌آهن در کامبریا در انگلستان است.

## مجسمه راسوارپ

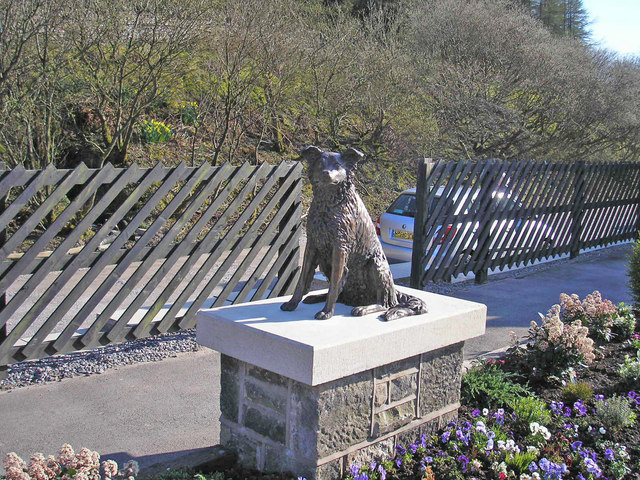
مجسمه راسوارپ در ایستگاه قطار

سکوی جنوب دارای یک مجسمه برنزی در اندازه واقعی از یک سگ به نام راسوارپ (تلفظ ‎/rʌsəp/‎) است. راسوارپ متعلق به «گراهام ناتال»، یکی از اعضای گروهی بود که راه‌آهن گارسدیل را از بسته شدن نجات داد. ناتال در ۲۰ ژانویه ۱۹۹۰ هنگام راه رفتن با راسوارپ در کوه‌های ولز ناپدید شد. جسد او در ۷ آوریل پیدا شد. راسوارپ پس از ۱۱ هفته نگهبانی از بدن صاحبش هنوز زنده بود و اندکی پس از شرکت در مراسم تشییع جنازه درگذشت.
مجسمه ای توسط جوئل واکر ساخته شد و برای یادبود گراهام ناتال، راسوارپ و کمپین نجات خط از بسته شدن است. در ۱۱ آوریل ۲۰۰۹، ۲۰ سال پس از نجات خط از بسته شدن، رونمایی شد. اتاق‌های انتظار ایستگاه که قبلاً به دلیل نشتی سقف‌ها استفاده نمی‌شد، نیز بازسازی شدند و به عنوان بخشی از مراسم به روی عموم باز شد.